# Svartsjön (Vallentuna socken, Uppland)
Svartsjön är en våtmark, tidigare sjö, i Vallentuna kommun i Uppland och ingår i Åkerströms huvudavrinningsområde.